# 茨城県道118号石岡田伏土浦線

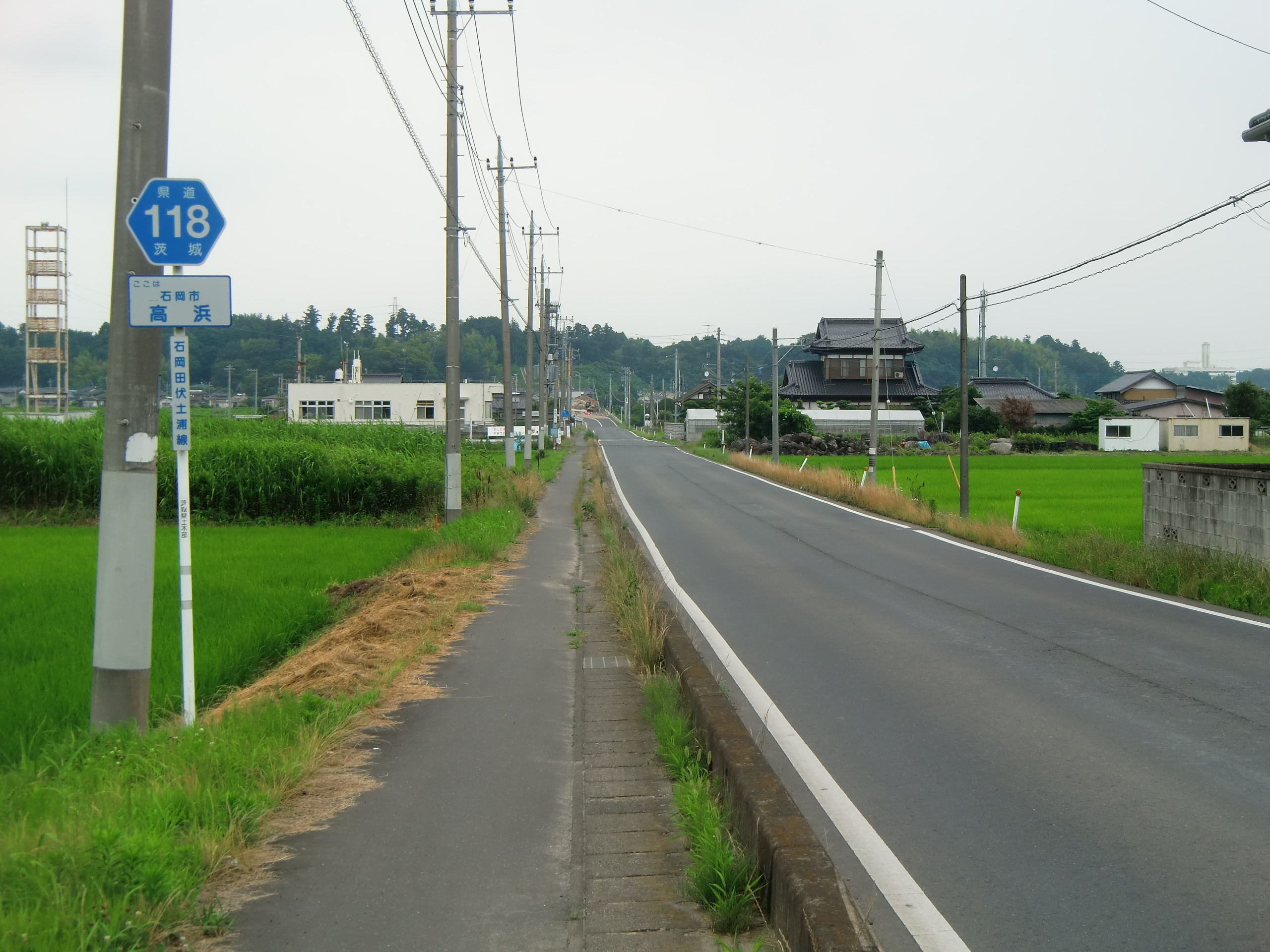
茨城県道118号石岡田伏土浦線
石岡市高浜（2011年7月）

茨城県道118号石岡田伏土浦線（いばらきけんどう118ごう いしおかたぶせつちうらせん）は、茨城県石岡市からかすみがうら市田伏を経て、土浦市に至る一般県道である。

## 概要
石岡市街の国道355号交点（守木町国府公園入口交差点）より石岡市高浜を経由し、かすみがうら市田伏からの霞ヶ浦湖畔を東から西へ沿って進み、土浦市手野町の国道354号交点までを結ぶ、延長約37キロメートル (km) の県道路線。

### 路線データ
- 起点：茨城県石岡市国府（国道355号交点）[1]
- 終点：茨城県土浦市手野町字池下1518-1地先（国道354号交点：手野町南交差点）[2]
- 総延長：36.711 km[3]
- 重用延長：0.071 km[3]
- 未供用延長：なし[3]
- 実延長：36.640 km[3]
- 自動車交通不能区間延長[注釈 1]：なし[3]

## 歴史
1959年（昭和34年）10月14日、新たな県道として石岡市石岡町を起点とし、新治郡出島村（現・かすみがうら市）を経由して土浦市を終点とする区間を本路線として茨城県が県道路線認定した。1995年（平成7年）に整理番号118に変更されて現在に至る。

### 年表
- 1959年（昭和34年）10月14日
  - 路線認定（図面対象番号66）[4]。
  - 道路の区域は、石岡市大字石岡の一級国道六号線（旧国道6号、現在は国道355号）分岐から土浦市中城町（現在の土浦市真鍋）の二級国道佐原熊ケ谷線交点までと決定された[1]。
- 1995年（平成7年）3月30日：整理番号128から現在の番号（整理番号118）に変更される[5]。
- 2003年（平成15年）7月17日：新治郡霞ヶ浦町大字田伏（国道354号） - 大字坂までバイパスの一部区間（約2.2 km）を供用開始[6]。
- 2011年（平成23年）3月8日：石岡市高浜の恋瀬川に架かる愛郷橋を架け換え供用開始[7]。
- 2012年（平成24年）3月22日：かすみがうら市田伏 - 坂までの区間のバイパス道（延長3.205 km）が全線開通する[8][9]。
- 2013年（平成25年）4月11日：上記バイパス開通に伴い、かすみがうら市田伏から同市志戸崎までの旧道（延長3.365 km）が県道の指定を解かれて一般道へ降格となる[10] 。
- 2021年（令和3年）
  - 7月5日：石岡市井関字代田の一部を道路改良[11]。
  - 8月13日：石岡市井関字井関 - 同市井関字井関前の一部を道路改良[12]。
- 2024年（令和6年）3月14日：土浦市手野町（国道354号バイパス・手野町南交差点 - 国道354号旧道交差点）の約1.4 kmが県道指定から除外、土浦市へ移管[2]。

## 路線状況
かすみがうら市宍倉の一部、田伏 - 坂地区、土浦市沖宿町など限られた区間のみ道路改良済みであるが、それ以外のほとんどの区間が、センターラインの無い対向1.5車線の狭隘道路のままである。石岡市高浜の恋瀬川に架かる愛郷橋は、朝夕交通が集中して渋滞が発生し、歩道が無いなど一部暫定的な形状であることから、既設橋梁の一部架替え及び側道橋の整備が進められている 。 

### 重複区間
- 茨城県道141号牛渡馬場山土浦線（かすみがうら市宍倉：約0.5 km）

### 道路施設
- 愛郷橋（恋瀬川、石岡市高浜）
- 権現橋（菱木川、かすみがうら市柏崎）

## 地理

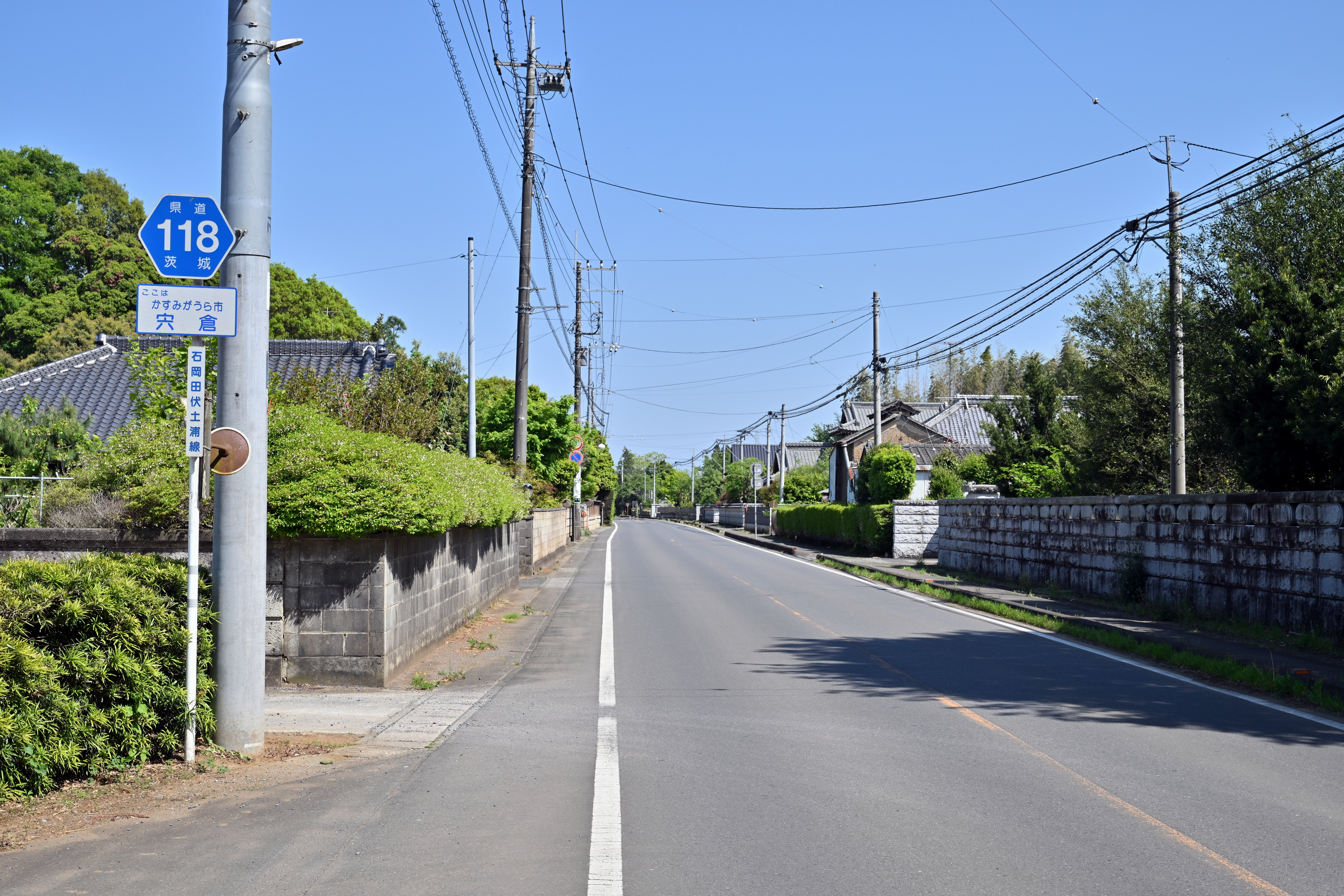
かすみがうら市宍倉（2025年4月）

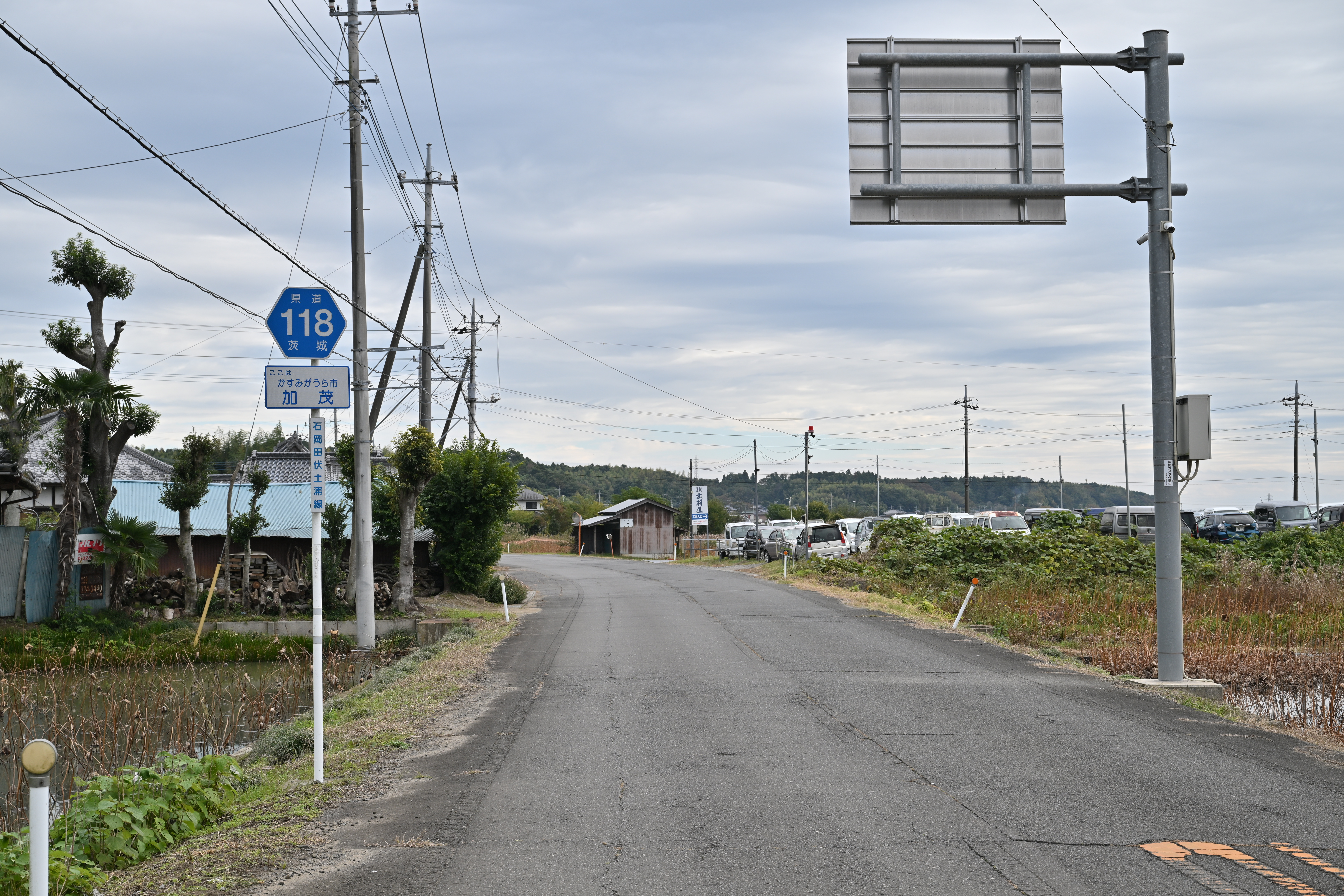
かすみがうら市加茂（2024年11月）

### 通過する自治体
- 茨城県
  - 石岡市 - かすみがうら市 - 土浦市

### 交差する道路
- 国道355号（石岡市国府6丁目 守木町国分公園入口交差点）
- 国道6号（石岡市国府5丁目 貝地交差点）
- 茨城県道221号飯岡石岡線（石岡市茨城）
- 茨城県道276号高浜停車場線（石岡市高浜）
- 茨城県道144号紅葉石岡線（石岡市高浜 高浜中央三差路）
- 茨城県道141号牛渡馬場山土浦線（かすみがうら市宍倉 馬場山交差点）
- 茨城県道194号宍倉玉里線（かすみがうら市宍倉）
- 国道354号（かすみがうら市田伏）
- 茨城県道141号牛渡馬場山土浦線（かすみがうら市牛渡）
- 茨城県道197号戸崎上稲吉線（かすみがうら市加茂）
- 国道354号土浦バイパス（土浦市手野町 手野町南交差点） 終点

### 沿線
- 舟塚山古墳（石岡市北根本）
- 石岡市立高浜小学校（石岡市高浜）
- 高浜神社（石岡市高浜）
- 石岡市立関川小学校（石岡市石川）
- 霞ヶ浦の施設

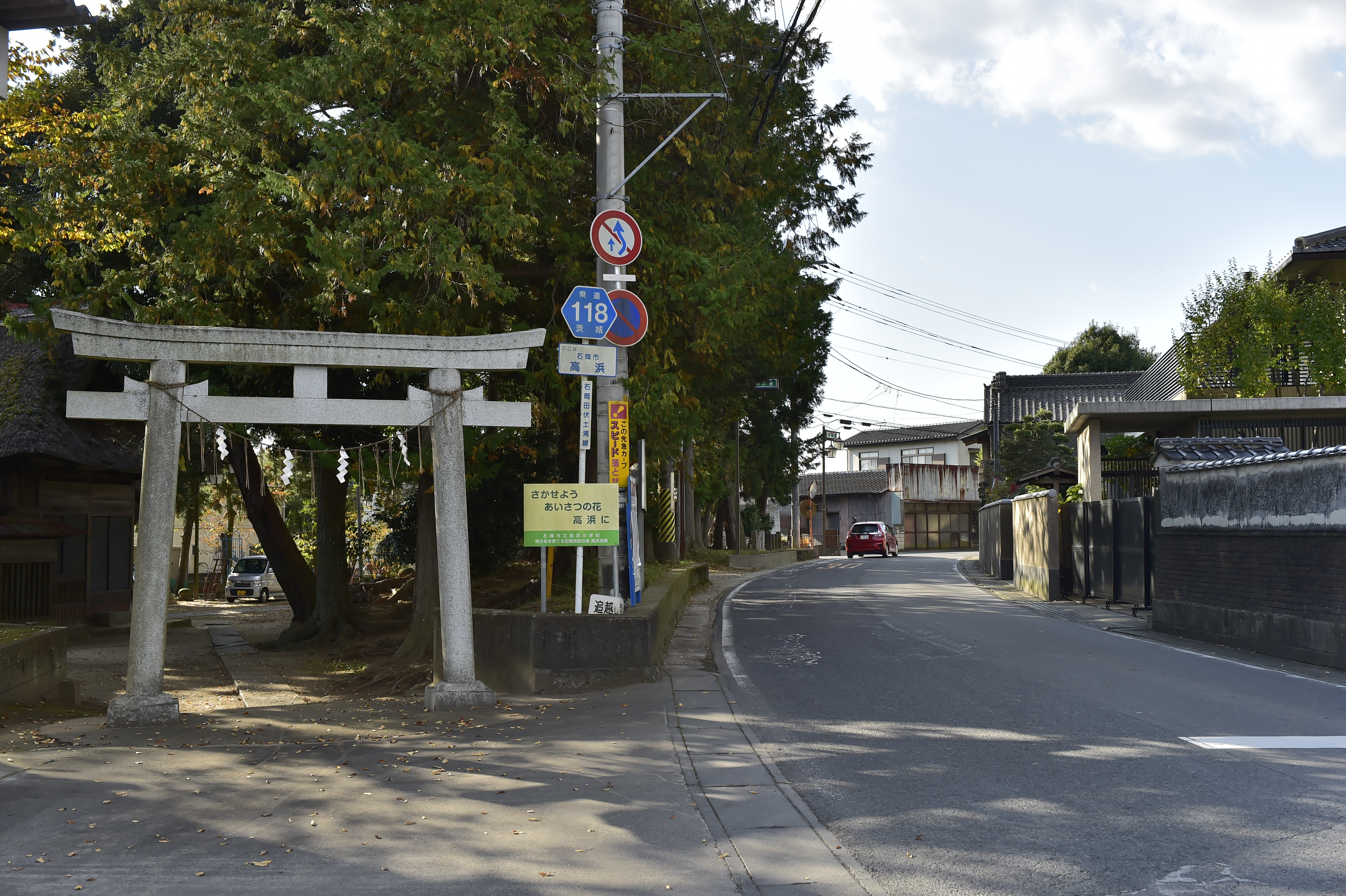
高浜神社付近（石岡市高浜）

  - かすみがうら市水族館（かすみがうら市坂）
  - 歩崎公園（かすみがうら市坂）
  - 崎浜農村公園（かすみがうら市加茂）
  - 霞ケ浦環境科学センター（かすみがうら市戸崎）
- かすみがうら市郷土資料館（かすみがうら市坂）
- JR常磐線 高浜駅